# Pons Maar
Pons Maar est un acteur américain né en 1951 à Pensacola, Floride (États-Unis).

## Filmographie
- 1982 : Citizen
- 1985 : Oz, un monde extraordinaire (Return to Oz) : Lead Wheeler & Nome Messenger
- 1986 : Golden Child - L'Enfant sacré du Tibet (The Golden Child) de Michael Ritchie : Fu
- 1987 : Les Maîtres de l'univers (Masters of the Universe) : Saurod
- 1988 : The American Scream de Mitchell Linden : Ben Benziger
- 1988 : Flic ou zombie (Dead Heat) : Pool Zombie
- 1988 : Le Blob (The Blob) : Theatre Manager
- 1995 : Theodore Rex (vidéo) : Theodore Rex
- 2001 : Monkeybone : Lead Puppeteer
- 2001 : Ne croque pas tes voisins ("Don't Eat the Neighbours") (série TV) : Puppeteer